# Florence Lepron
Florence Lepron, (nascuda el 16 de gener de 1985 a Nantes, França) és una jugadora de bàsquet francesa. Juga per la selecció nacional francesa femenina de bàsquet. Va competir als Jocs Olímpics d'Estiu de 2012 on França va guanyar la medalla de plata. Ella és 1,82 m d'alçada.